# Adrian Voinea
Adrian Voinea (Foksány, 1974. augusztus 6. –) román teniszező.
1993-ban állt profinak, pályafutása alatt egyéniben egy ATP-tornagyőzelmet aratott (1999, Bournemouth), és további egy döntőt játszott (1996, Palermo). 1996. április 15-én érte el a legjobb ATP-helyezését, amikor a ranglista 36. helyén állt. Grand Slam-tornákon a legjobb eredménye egy negyeddöntő volt, a Roland Garroson (1995).
15 évesen Olaszországba költözött, mivel a bátyja, Marian ott edző, azóta ott él. Évekig képviselte Romániát a Davis-kupában. 2003-ban hátsérülés miatt hagyta abba a teniszezést.

## Külső hivatkozások
- Adrian Voinea profilja az ATP oldalán (angolul)